# Szék (település)
Szék (korábban Székakna, románul Sic, németül Secken) falu, az azonos nevű község központja Romániában Kolozs megyében.

## Nevének eredete
Forrásainkat vizsgálva a falu többféle elnevezésével is találkozunk: Zeek, Szék-akna stb. A Szék írásmód a 16. század elején, 17. század végén állandósult. A név eredetével kapcsolatban többféle elképzelés is felmerült.
A hivatalos írásmódnak a következő lehet a magyarázata: a Szék-akna elnevezés országszélen lévő sóbányát jelenthet, ahol a határ valamikor a gyepű lehetett (a cseh sek szóból, amelynek jelentése: vágás, irtvány). Ezt a magyarázatot erősíti az is, hogy az Aranybulla előírása alapján a sót az ország közepén nem lehet tartani, hanem csak az ország peremterületein. A helyiek viszont önmagukat szíkieknek nevezik, ami lehet az í-ző nyelvjárás eredménye is, ugyanakkor az elnevezés eredeztethető abból is, hogy Szék környékén a termőtalaj szikes a sótartalom miatt.

## Fekvése
Kolozs megye északkeleti részén helyezkedik el, Kolozsvártól 60, Szamosújvártól 15 kilométerre. Szomszédos községek: délnyugaton Bonchida, délkeleten  Magyarpalatka, keleten Cege, északon Szamosújvár, északkeleten Szamosújvárnémeti.
A község Erdélyben Mezőségen, a Kis-Szamos egyik mellékvölgyében, hegyoldalakkal, völgyekkel szabdalt, nádasokkal, tavakkal tarkított, kopár vidéken terül el. A község három nagyobb részre tagolódik: Felszegre, Csipkeszegre és Forrószegre, melyek élesen elkülönülnek egymástól. Az erdőket, tavakat, réteket a község közösen használta,de ettől függetlenül mindhárom egységnek megvolt a maga szántóföldje és nyája.
Szék kiesik a főút- és a vasúthálózatból – talán ezért is maradtak meg olyan sokáig a hagyományai. Mivel több völgy találkozásában helyezkedik el, a házak a dombokon és a réteken terülnek el. A központ a református templom, innen indul ki a három utca.
Szék természetrajzilag illeszkedik a mezőségi tájhoz: erdő kevés van errefelé, azok is a falutól messze helyezkednek el. Korábban jóval több erdőt lehetett találni a környéken, az erdőirtás felerősítette a talajeróziót. A szántóföldek a szikes talaj miatt nem túl termékenyek. Nem véletlen, hogy a mezőgazdaság csak a sóbányászat lehanyatlása után kezdett fellendülni. Szék viszont bővelkedett halastavakban, melyek jól kiegészítették a lakosság élelmezését. Ezek közül kiemelkedik a nagy kiterjedésű Csukás-tó a Szamosújvár felé vezető úton.

## Népessége
1850-től a népesség alábbiak szerint alakult:

| 2011 | 2 459 |
| 2021 | 2 234 |

A 2011-es népszámlálás adatai alapján a község népessége 2459 fő volt, melynek 93,78%-a magyar, 3,58%-a román. Vallási hovatartozás szempontjából a lakosság 73,32%-a református, 9,92%-a hetednapi adventista, 6,43%-a római katolikus, 3,66%-a ortodox, 2,77%-a pünkösdista.

## Története

### Középkor
Szék környékén a sót már a római császárkorban bányászták. Ugyanez elmondható a közeli sólelőhelyekről: Désaknáról, Tordáról és Kolozsról is. Dacia provinciában a sóbányák állami tulajdonban voltak, de bérlők művelték és szállították a sót. Úgy tűnik, hogy a sóbányászat a népvándorlás idején is töretlen marad; a későbbi idetelepülő avarok is művelték a környéken a bányákat.
A honfoglaló magyarok 895-ben foglalták el Erdélyt. Itt amellett, hogy letelepedtek, elfoglalták a sóbányákat és földvárakat építettek. A későbbi Doboka megye környékét Anonymus szerint Tétény vezér szállta meg, akinek leszármazottja Gyula, Szent István királyunk anyai nagyapja.
Honfoglaló őseink vezetői azután sem mondtak le a sóbányákról, miután a népesség nagy része továbbköltözött. Az erdélyi sóbányák fokozatosan az Árpádok kezébe kerültek. Székről a források 1002-ben tesznek először említést Zeek néven, és valószínűsíthető, hogy már a 11. században központilag művelték itt a sót. Az erdélyi Gyula legyőzése után körülbelül ez időben juthatott I. István kezébe a széki sóbánya. A sót a középkor kezdetétől a Meszesi kapun át szállították a Tiszáig, ahol hajóra rakták és szétosztották az országban.
Erdélyben nem alakult ki még ekkor olyan megyerendszer, mint az ország középső területén – itt határispánságok létesültek. Az egyházszervezés azonban ide is kiterjedt: István királyunk létrehozta a Gyulafehérvár székhelyű erdélyi püspökséget, melynek egyik része a dobokai esperesség.
A 13. században Doboka megye is belépett abba a folyamatba, amelyet nemesi vármegyék kialakulásának nevezünk, ahol a király egyre inkább elveszítette a tényleges hatalmát. IV. (Kun) László 1279-ben a területet egy nógrádi főúrnak adományozta.
Szolnok-Doboka vármegye monográfiája Szék alapítását IV. Béla király uralkodása (1235-1270) idejére teszi. 1291-ben III. András királyunk egy oklevélben megadja Tordaaknának azokat a jogokat, amelyeket Dés(akna), Szék(akna) és Kolozs is élvezett. Itt a következő kiváltságokról van szó: 1. Csak a király vagy a tárnokmester ítélkezhet felettük. 2. A település erőszakos megszállása és bírság kivetése tilos. 3. Csak a falunagy (villicus) bíráskodhat közöttük. 4. Vámmentes hetivásárt lehet tartani. 5. Az ott élő kereskedők vámmentesek.
A mai református templomot a 13. század közepén építették, gótikus stílusban. Építését ugyanaz az építő- és kőfaragó műhely végezte, mint a kerci templomot és ciszterci monostort (egykori Fogaras vármegye, ma Szeben megye). A templom az 1770-es években leégett, de újjáépítették.
A „kiskirályok” uralma idején ez a terület (mint minden királyi birtok Erdélyben) az erdélyi vajda, Kán László birtokába került, aki azonban hatalma leáldozása után, 1310-ben adta át Dést, Széket és Kolozst I. Károly királynak. 1312-15-ben pápai tizedszedők járták az országot, akik gondos felmérést is készítettek munkájukról. Az ő kimutatásuk alapján Szék egy összegben adózott és átlagosan 112 dénárt fizetett évente.
Doboka megyében 1332-ig nincs román népességre vonatkozó adat. A román etnikum a 14. századtól fokozatosan szivárog be Erdély területére, a Mezőség területén hamarosan különálló tömböket alkot. Szék viszont magyar többségű falu marad egészen korszakunkig.
1366-ban Széket az a megtiszteltetés érte, hogy maga Nagy Lajos király látogatta meg. A városnak hosszan elhúzódó vitái voltak a szomszédos Bonchidával a határok ügyében, amelyet a király jött elsimítani. Nem tudni pontosan mennyit időzött Széken, de a várban bizonyára járt. Ennek a látogatásnak az emlékét őrzi a Királydomb nevezetű hely.
Szék története jóformán a 19. századig összefonódik a sóbányászattal. Kamaraispánjainak neve a 14. század második felétől ismeretes. Habár a sóbányászat királyi monopólium, a régiót birtokló főurak rendre ráteszik a kezüket a sóra vagy az abból származó jövedelemre, de ugyanígy az egyház is. A sóbányák jövedelmeit gyakran el is zálogosítják, így az egyház is részesült belőlük. 1326-ban Károly király elismerte, hogy az erdélyi püspök birtokolja a széki akna sótizedét.
Egy 1444-es oklevél szerint, Hunyadi János, akkor már erdélyi vajda, parancsba adja, hogy az ő részére a dési és a széki kamarákból egy tumenia sót adjanak át. Ugyanő, egy 1448-as oklevélben utasításokat ad a máramarosi só vágására, a széki és a dési pecsét őrzőjének személyére, és a só szállítására vonatkozólag. A halastavak jelentőségéről már középkori forrásaink is tudósítanak. Egy 1454-es oklevél szerint Vízaknai Miklós és leányai arra kérik Odwardus dési kamarást, hogy tartózkodjék a Szék város határán lévő halastó bitorlásától, mivel abból ők is részesedni kívánnak. 
1471-ben Mátyás király megerősítette Széket eddigi jogaiban. Vagyis ugyanaz a jogköre, mint Kolozsvárnak, Budának és Esztergomnak. 1513-ban keletkezett oklevél tanúsága szerint, a szomszédos Székuláj Szék részeként szerepel. Az oklevél Szék város polgárai és a falu jobbágyai Kendi Gál és Petki Ferenc vasasszentiványi birtokára rontottak, és elhajtották onnan az állatokat. Egy 1523-ban kiadott oklevél arról tudósít, hogy a széki kamarából lopják a király sóját, ezért Daróczy Pál széki alkamarás megbízza Kálnay Andrást, a kolozsmonostori apátság adminisztrátorát, hogy nyomozzon az ügyben.

### Kora újkor
1555-ben Széken az ágostai hitvallásúak zsinatot tartottak, ahol a katolikus egyházzal szembeni álláspontot Dávid Ferenc védelmezte (később Erdély unitárius püspöke).
Széket a 16. század második felében a Kendyek birtokolják. Először 1534-ben, Kendy Ferenc kapta meg Szapolyai Jánostól a széki sókamara jövedelmét. A család birtoklását sorban megerősítette Fráter György, János Zsigmond, majd a Báthoryak is. A Kendyek nevét Székkel kapcsolatban az is nevezetessé teszi, hogy a család egyik tagja, Kendy István, aki Báthory Gábor alkancellárja volt, más urakkal összeesküvést szervezett a fejedelem ellen. Kendy Kornisékkal, Kovacsóczy Istvánnal és Sennyei Pongráccal Széket szemeli ki a gyilkosság helyszínéül, de a megbízott merénylő nem tudja teljesíteni a feladatot. A krónikások szerint az összeesküvés megszervezésében a főurak nagyravágyása mellett szerepet játszott a fejedelem nőcsábászsága is. A pártosokat a besztercei országgyűlés fej- és jószágvesztésre ítélte, az ítéleteket Kolozsvárott és Szamosújvárt hajtották végre.
A sóbánya a 16-17. században is jó szolgálatot tett az országnak. Az Erdély történetében olvashatjuk, hogy a széki akna terméke (más sóbányák mellett) segítette az országot, midőn Kücsük pasa 1662-ben külön megsarcolta az erdélyieket.
Az Erdélyi Fejedelemség kialakulásával természetesen a fejedelmek monopóliuma lett a sóbányászat. 1665-ből fennmaradt a széki sókamara-ispán utasítása: melyben – többek között – a következő rendelkezések születnek: csak a kamaraispántól szabad sót vásárolni, a sóvágók kötelesek hetente bejárni az aknákat, a halastavakat rendben kell tartani, a kamaraházat és a majorságot megfelelően el kell látni. A bérezés megegyezés szerint történik. Az irat megemlíti, hogy a megelőző időszakban több visszaélés történt a sóforgalmazással kapcsolatban.
1717-ben Széket hatalmas szerencsétlenség érte: egy tatár támadás söpört rajta végig, mintegy 100 élő lelket hagyva maga után. Erre a tragédiára emlékeznek a székiek minden év augusztus 24-én, Szent Bertalan napján. Ekkor fogadták meg, hogy öltözékük alapszíne ezentúl a fekete és a piros lesz. A német etnikum ebben az időben tűnt el Székről, habár a német (szász) hatás még ma is megfigyelhető a széki táncokban. A falu benépesítésére Magyarországról és Székelyföldről hoztak betelepülőket, ami a névanyagban is tetten érhető. A románság viszont ekkortájt jelent meg Széken, ha kis számban is, a királyi kincstár és Mikes gróf jobbágyai révén.
1727-ben elkészült a város új úrbére, amely szerint a következő szolgáltatásokkal tartoznak a széki lakosok: a sókamarai épületeket és birtokokat a posztós sóvágókkal együtt kell ellátniuk. A tized felét be kell szállítaniuk a kamaraházba, a halastavakat gondozniuk kell. Cserébe kősót, gabonát, kosztot kaptak.
1787-ben Szék határában egy új település jött létre Kis-Szék néven (ma Săcălaia). Erre azért került sor, mert Szék nem tartozott szolgálattétellel a sóbányának, ezért létre kellett hozni egy jobbágyfalut. Ide már jórészt román nemzetiségűek költöztek.

### 19. század

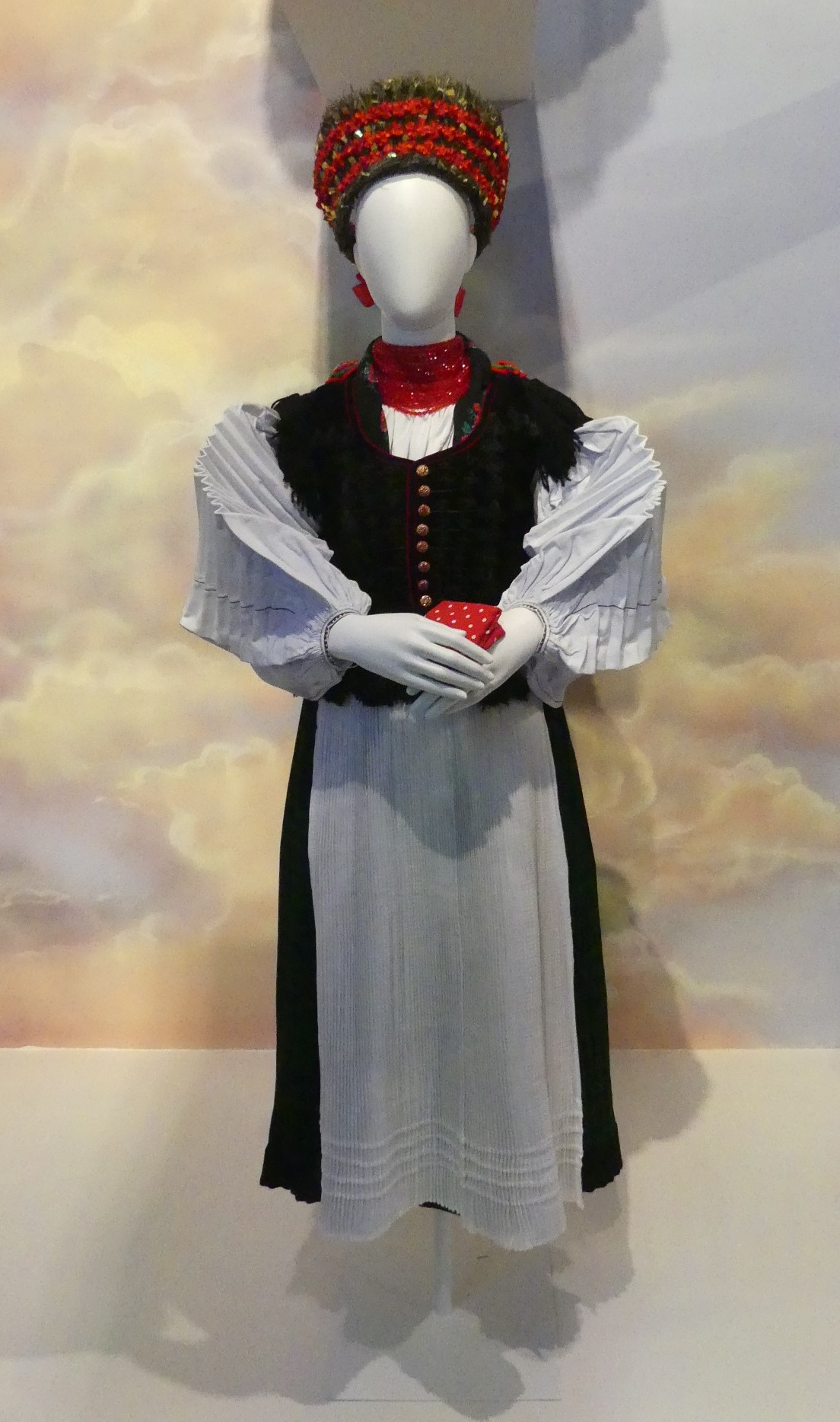
Menyasszonyi ruha – 19. század

Magyarországon a 18-19. században katonai felméréseket végeztek. Ezek a felmérések jól kirajzolják a település szerkezetének alakulását, a község terjeszkedését. Csipkeszeg területe két évszázad alatt egyre nőtt, létrejött a Városvégnek nevezett terület, amely ma már több utcára is tagolódik.
A 19. század elejére a sótermelés Széken gazdaságtalanná vált, jórészt a nagyobb hozamú máramarosi bányáknak köszönhetően. Ezt a helyzetet tetőzte, hogy 1812-ben bányaomlás történt, ami után végleg bedöngölték a járatokat, még a szerszámokat is elásták. Ezzel párhuzamosan Szék folyamatosan lehanyatlik. 1828-ban a dobokai vármegyeházat Székre helyeztették, de nem sokáig volt ott, hamarosan a börtönnel együtt Bonchidára vitték.
Az 1848-49-es eseményekben székiek is részt vettek: Bárdi István vezetésével nemzetőrség alakult, akik a románok ellen bocsátkoztak harcba. Sokan adományokat folyósítottak Kossuth felhívására. A Bem tábornok elől menekülő Urban megsarcolta Széket, és a románokkal fel akarta gyújtatni, de ez nem sikerült.
Az 1876-os megyerendezés értelmében (1876./XXXIII. tc.) létrejött Szolnok-Doboka megye, Dés székhellyel. Szék a szamosújvári járáshoz tartozott. Magyarország Helységnévtárából pontos információkat tudhatunk meg Szék község lakosságára vonatkozólag. Az 1870-es évek elejétől 1910-ig, a Monarchia utolsó népszámlálásáig, Szék demográfiailag nem mutat nagy változásokat. A házak száma nagyjából 700-800 körül mozog, a lakosság száma pedig 2800-3500 főre tehető. Az itt élők túlnyomó többsége magyarajkú, román családok csak elvétve fordulnak elő. Jelentősebb etnikumot képez a cigányság, akik a Cigánysoron (a falu északi részén) élnek, és jellemzően kubikolásból és zenélésből tartják fenn magukat.
Az 1882-es összeírás leltárt ad a településen található infrastruktúráról: posta-takarékpénztár, sósfürdő-részvénytársulat, a vöröskereszt-egylet fiókja, illetve a ferences rend szerzetesháza is működik itt. 1877-ben Széket rendezett tanácsú várossá, 1884-ben nagyközséggé nyilvánították. 
1890-ben a filoxéra vész Széken is súlyos pusztítást végzett a szőlőtermésben. A járvány előtt mintegy 9-10 hegyen szüreteltek, bár az ebből a szőlőből készült bor eléggé savanyú. Ezután gyümölcsöseket telepítettek, melyek közül túlnyomó többségre tett szert a szilva. Az ebből készült pálinka viszont kiváló minőségű.
1895-ből származó mezőgazdasági statisztikák szerint a falu a következő területekkel rendelkezik (a számok kataszter holdban értendők): szántóföld 4707, kert 183, rét 1690, beültetett szőlő 116, legelő 1435, erdő 1811, nádas 157, nem termő terület 424. Ez összesen 10523 kataszter hold földet jelent.
1899-ben Széket súlyos tűzvész pusztította, melynek áldozata lett a falu nagy része, alig maradt épület, amely ne rongálódott volna meg, ne dőlt volna össze. Ez a szerencsétlenség – a közjogi intézkedéseken kívül – még inkább hozzájárult ahhoz, hogy Szék a községek státuszába süllyedt.

### 20. század
A 20. században megszaporodnak Székkel kapcsolatban a néprajzi adatok. Bartók és Kodály néprajzi kutatásai nyomán, melyek 1905 körül indultak, egyre többen felfigyeltek Székre. Megkezdődött egy évtizedeken keresztül tartó folyamat, amely megcélozta, hogy az egész Kárpát-medence népkincsét megőrizzék a jövő számára, és amely az 1970-es években meginduló táncházmozgalomban csúcsosodott ki. Az 1940-es évek elején Lajtha László végezte a széki gyűjtést.
1920-ban, a trianoni békeszerződés értelmében Szék is Románia része lett. 1940-ben – a második bécsi döntés értelmében – Erdély északi része a Székelyfölddel együtt visszatért Magyarországhoz. Ehhez a területhez tartozott Szék is, habár a határvonal pár kilométerrel délebbre húzódott. Az 1947-es párizsi békeszerződés visszacsatolta ezeket a területeket Romániához.
Az 1940–50-es évektől kezdődően általánosan elfogadott gyakorlat volt a széki fiatalok városra való elszegődése cselédnek. A falu gyermekei a negyedik osztály befejeztével, alig 10-12 évesen Kolozsvárra indultak szolgálni. A szegénység, a család anyagi helyzete rákényszerítette őket arra, hogy szülőfalujukat elhagyva egy idegen városban keressenek munkát. A szolgálat idejére a város egy jobb megélhetést nyújtott, ugyanis a legfontosabbat, a mindennapi eledelt biztosította számukra. A fiatal lányok főként háztartásbeli cselédeknek szegődtek el, a fiúk pedig a hóstáti földeken vállaltak munkát. A városban nemcsak pénzt, de tapasztalatot és tudást is szereztek. A lányok elsajátíthatták a gyermeknevelés és a háztartás alapszabályait, a fiúk pedig a mezőgazdaság terén szerezhettek új ismereteket. Az évek során a szolgálat egy divatos tevékenységgé vált. A fiatalok csapatokba szerveződtek és úgy indultak a Bonchida felé vezető úton Kolozsvárra. A cselédnek való elszegődést két tényező is motiválta: a fiatalok egyrészt azért indultak szolgálni, mert a közösség elvárásának kénytelenek voltak eleget tenni, másrészt pedig azért, mert vonzotta őket a város. A faluban lenézték, butának tartották azt, aki soha nem szolgált, ezért a jómódú család gyermeke is késztetést érzett arra, hogy dolgozni induljon a városba. Munka a faluban is volt, de a pénzszerzésre nem volt lehetőség. A városban a cselédek megkeresték a ruhára, a kelengyére valót, és még pénzt is küldtek haza. A cselédek nem hónapokat, hanem inkább éveket szolgáltak a kincses városban. A szolgálati idő hosszát a házasságkötés ideje határozta meg, így a cselédként való működésük a lányoknak a férjhezmenetellel, a fiúknak pedig a nősüléssel együtt megszűnt. A székiek a Kolozsváron való munkavállalással a házasságkötés után sem hagytak fel, továbbra is bejártak a városba, de már csak bejárónőként segédkeztek a háztartásokban vagy napszámosként dolgoztak a földeken. Az 1950–60-as években Kolozsváron szolgáló székiek saját bőrükön tapasztalhatták meg azt, hogy mit jelent a szolgasors, „idegen kenyéren” élni egy ismeretlen városban.
1949-től 1962-ig Romániában is lezajlott a kollektivizálás folyamata több lépcsőben, Széken is köztulajdonba kerültek a földek. 1965-től új rezsim vette kezdetét, amely 1989-ig tartott: a Ceaușescu-éra a magyarok számára elnyomást és szenvedést hozott, de Széken az éremnek van egy másik oldala: a bezártságnak köszönhetően egészen a rendszerváltásig a falu meg tudta őrizni a magyar nyelvterületen páratlan néprajzi kultúráját.
1990-től gyökeresen megváltozott a helyzet a településen. A határok megnyitásával a székiek – a magasabb jövedelem reményében – külföldön, elsősorban Magyarországon vállalnak munkát. A férfiak építkezéseken dolgoznak, a nők népművészeti munkáikat árulják vagy takarítást vállalnak. Az otthon maradt idősek, gyermekek azonban nem tudják ellátni a mezőgazdasági feladatokat.
1999 óta minden évben megrendezik a széki napokat, melyeken széki és mezőségi táncokat tanítanak az érdeklődőknek. Ennek a rendezvénynek egyrészt az a célja, hogy megismertesse a néprajz kedvelőit a helyi hagyományokkal, folklórral; másrészt, hogy összefogja a helyieket. A széki néptánctábor létrehozásában az önkormányzat mellett a Pro Urbe Szék Alapítvány és a Szék Városért Egyesület közreműködik. A fiatalok a Széki Szalmakalap Táncegyüttes keretében kapcsolódnak be a szervezésbe.
Szék lakossága – a népességre vonatkozó adatok szerint – folyamatosan csökken.
2002-ben már csak 2754 fő élt a községben. Közülük 2632 magyarnak, 110 románnak és 10 cigány anyanyelvűnek vallotta magát.
2011-ben 2459 lakosa volt, ebből magyar 2305, román 89, cigány 10 fő. 55 lakos nem nyilatkozott.

## Nevezetességei
A község területéről az alábbi épületek szerepelnek a romániai műemlékek jegyzékében:
- a széki Aranyszájú Szent János-fatemplom (LMI-kódja CJ-II-m-B-07762)
- a széki ferences templom (CJ-II-m-B-07761)
- a széki református templom (CJ-II-m-B-07759)
- a széki Szent Mihály és Gábriel arkangyalok fatemplom (CJ-II-m-B-07758)
- a széki Szent Mihály és Gábriel arkangyalok templom (CJ-II-m-B-07760)
- a széki sóbányában található két kőoszlop (CJ-III-m-B-07822)

Országos szinten védett terület a széki nádas.

## Híres emberek
- Itt született Redmeczi T. János református pap, akinek Bethlen Gáborról írt könyvét 1662-ben Kassán adták ki
- Itt született Aranka György 1737. szeptember 15-én; tudományszervező, író, költő
- Itt született 1878. november 12-én Köpeczi Sebestyén József művészettörténész, heraldikus, festőművész
- Itt született 1888. aug. 31-én Pungucz Vörtánesz Antal mechitarista szerzetes, örmény-katolikus pap, irodalmár, plébános
- Itt született és élt Filep Istvánné Győri Klára mesemondó (1899–1975)
- Itt született 1925-ben Csorba István agrármérnök, gazdasági szakíró
- Itt élt és halt meg Karsai Mihály vőfélykönyvíró. A ránk marad vőfélykönyvet Hoppál Mihály, neves néprajzkutató adta ki Budapesten
- Itt született Mikes Kelemen (1820–1849) honvéd huszár ezredes
- Itt született Tasnádi István (1953–2018)  olimpiai ezüstérmes súlyemelő (Los Angeles,1984)

## Galéria

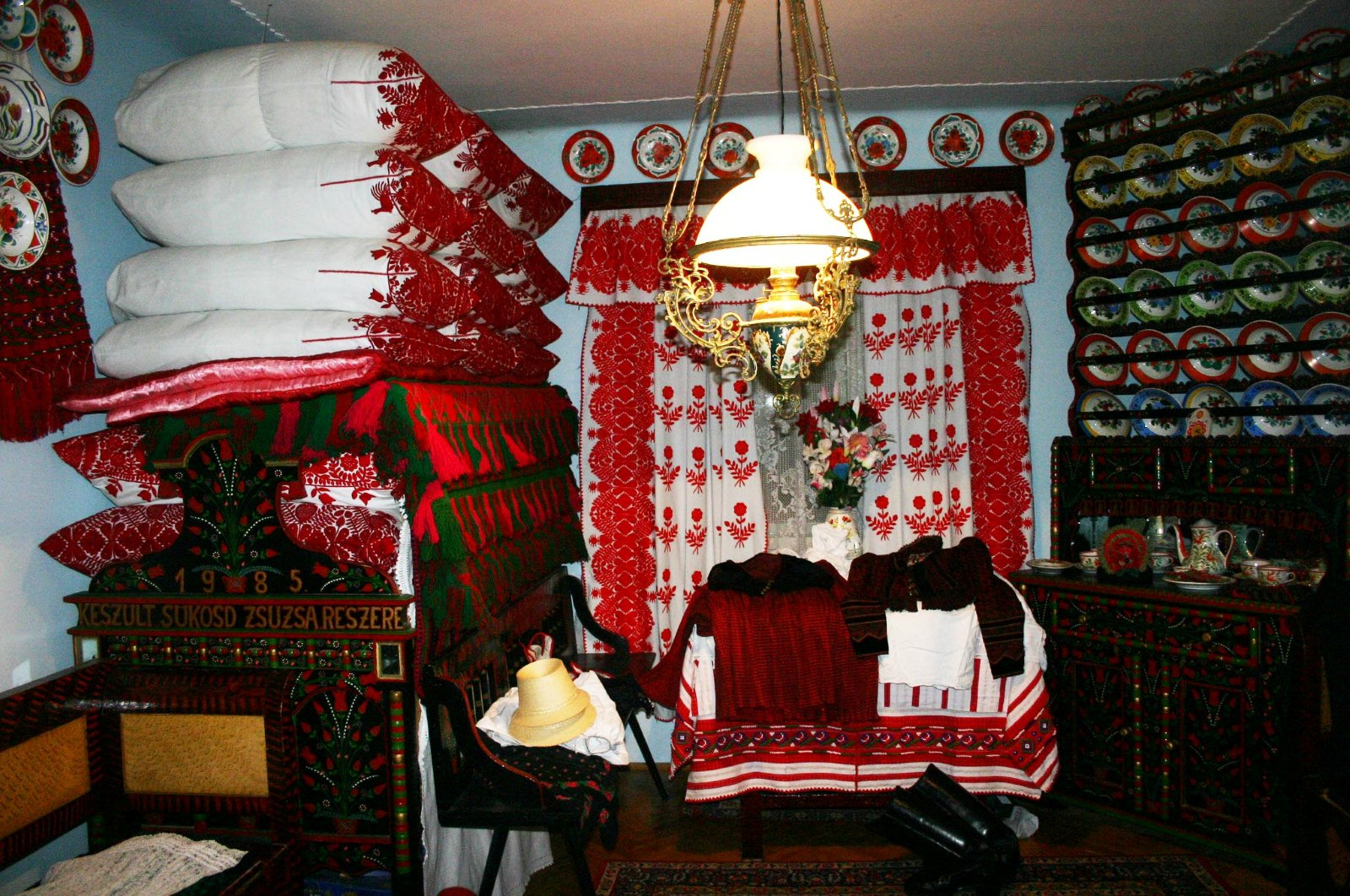
Széki tisztaszoba
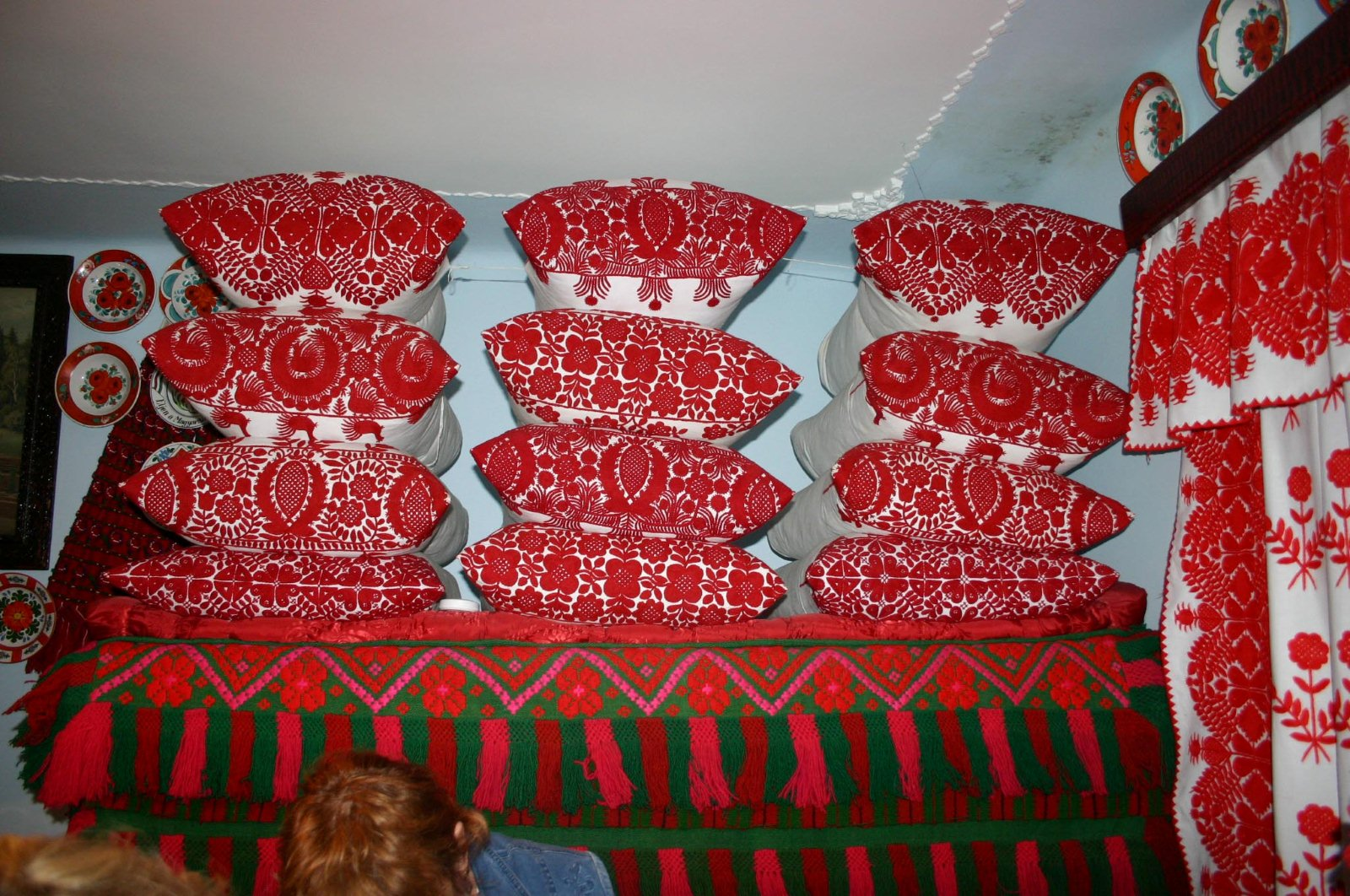
Széki vetett ágy
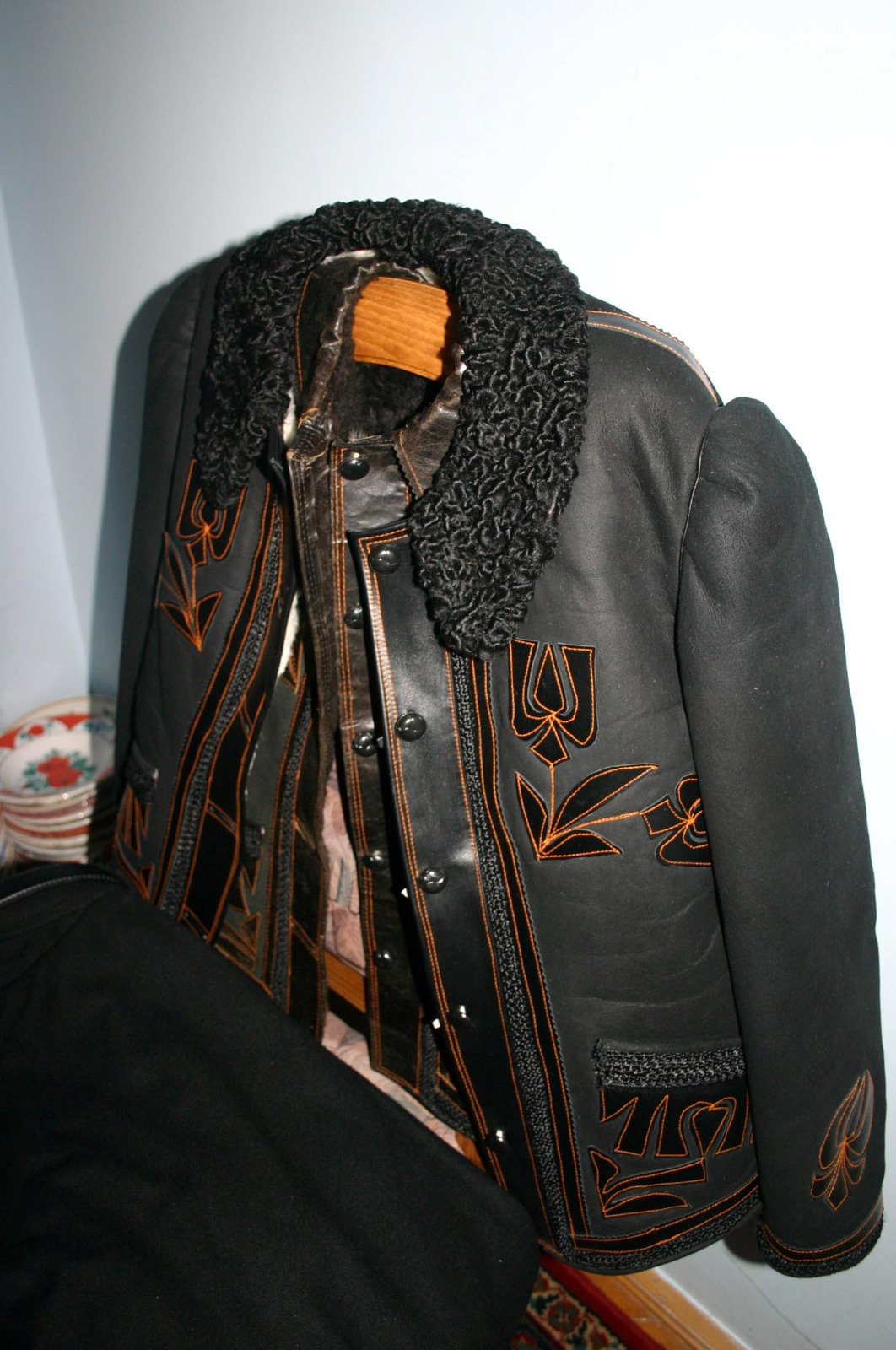
Széki bekecs
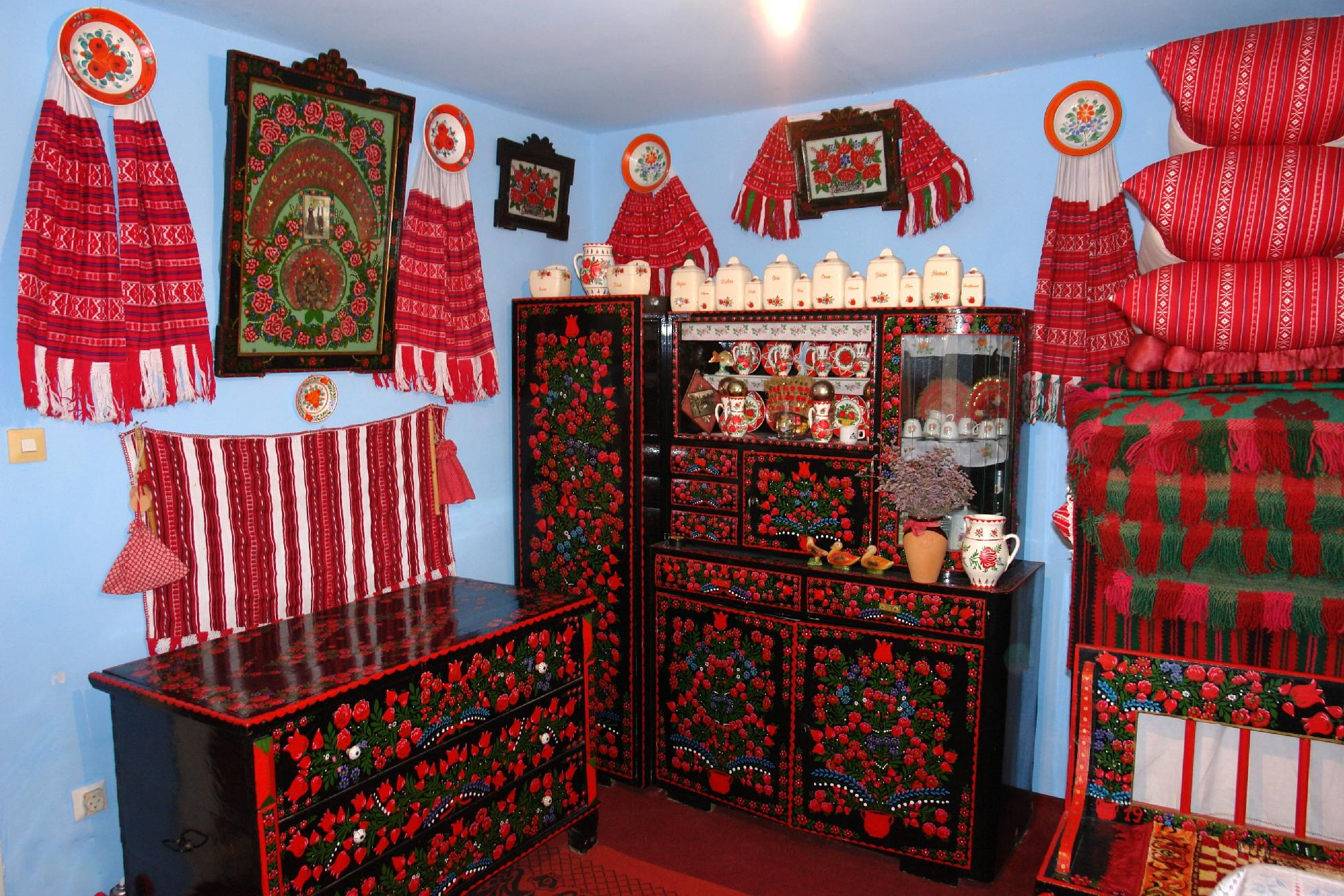
Széki tisztaszoba
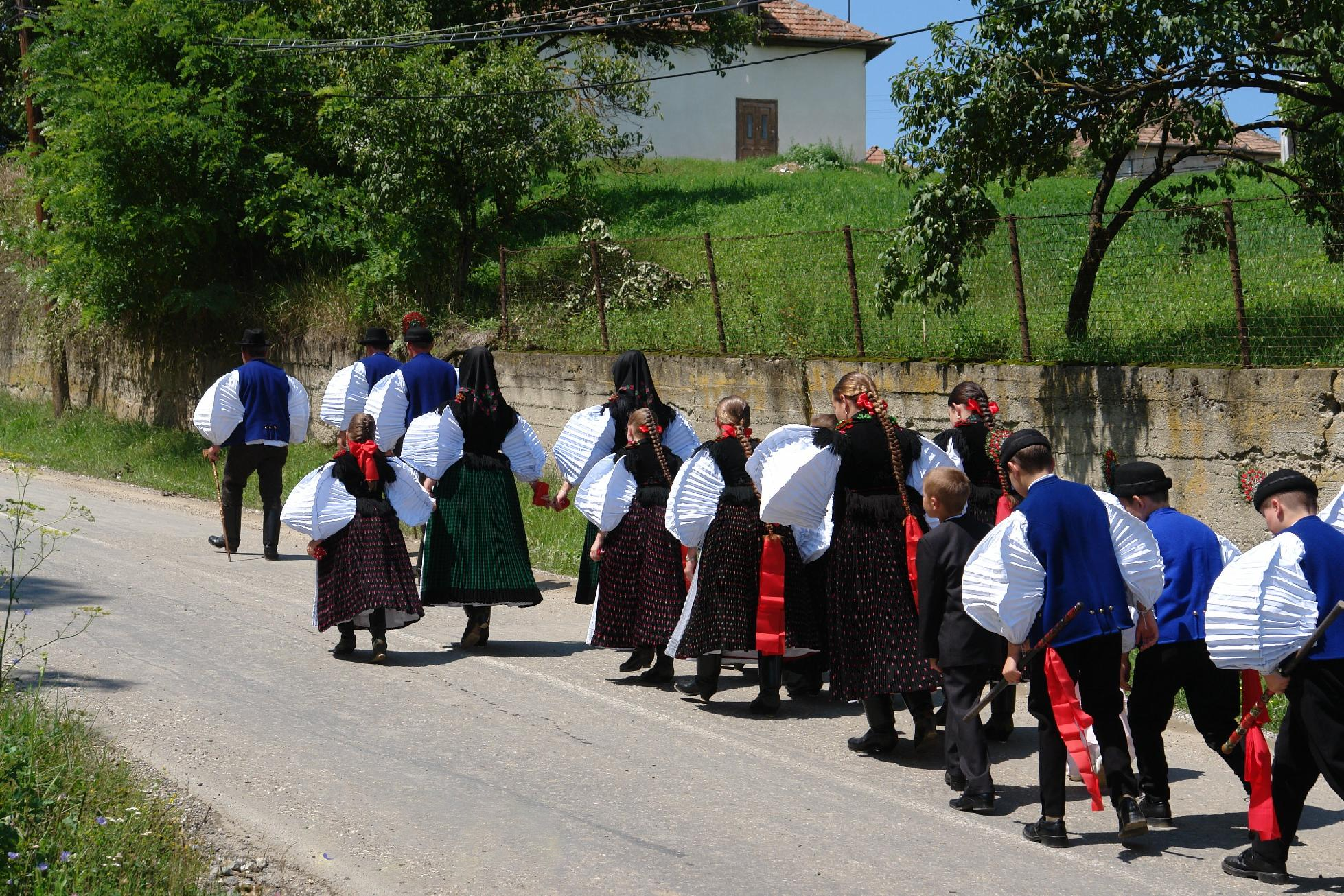
Széki lakodalom
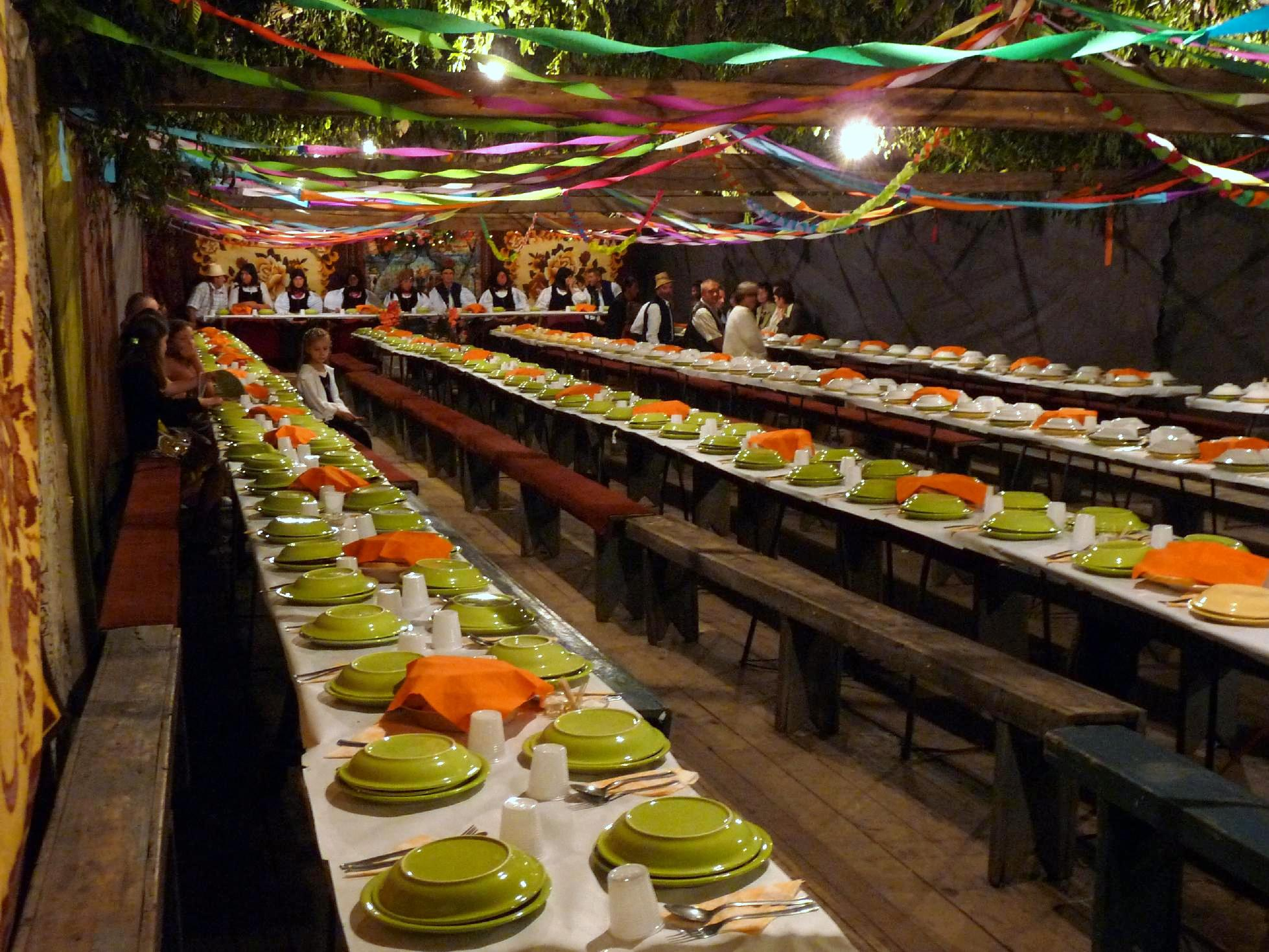
Széki lakodalom
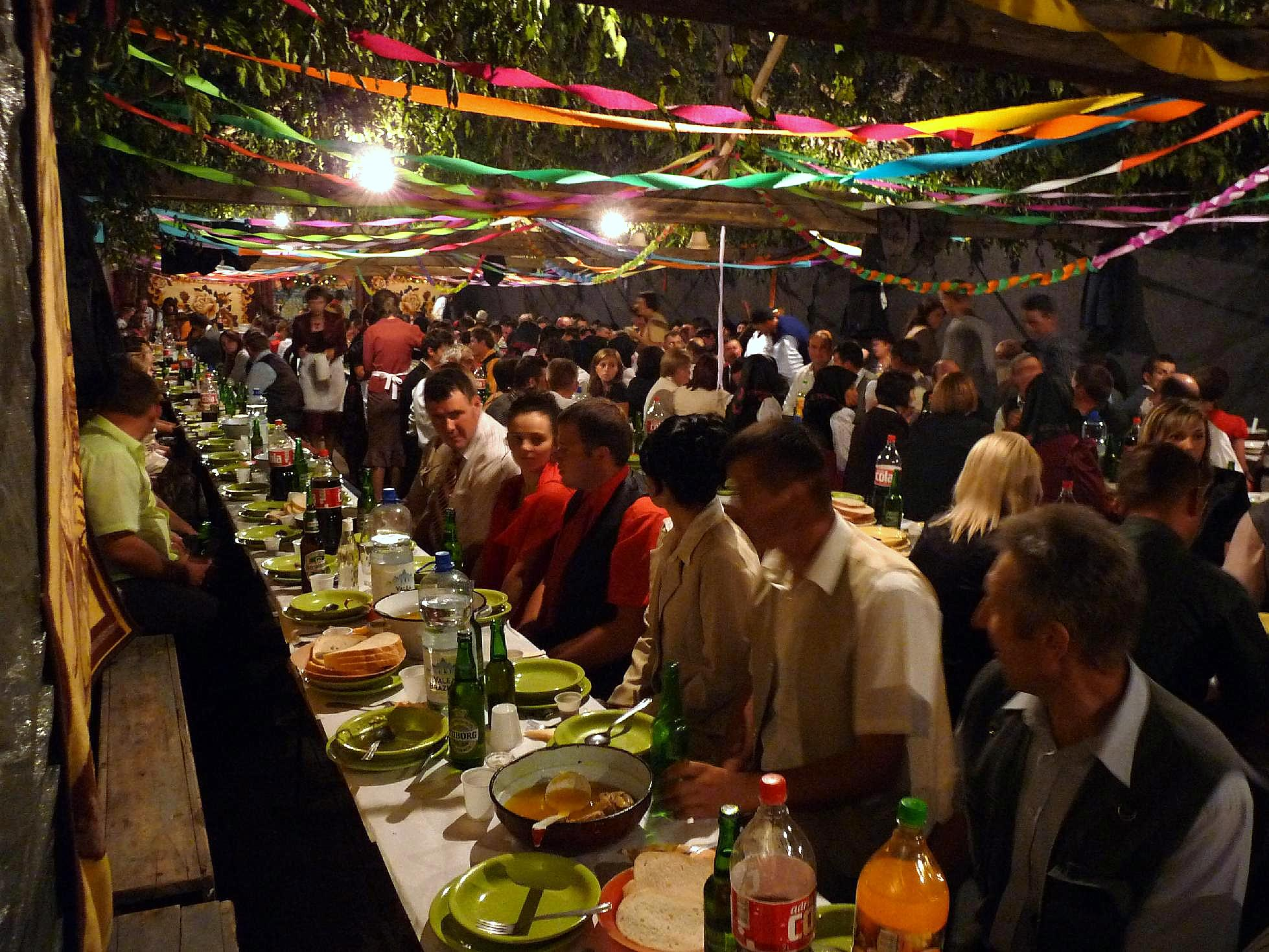
Széki lakodalom